# باولو فونتانا
باولو فونتانا (و. 1696 – 1765 م) هو مهندس معماري من الكومنولث البولندي الليتواني، توفي عن عمر يناهز 69 عاماً.